# Пакистан на Всемирных военных играх
Пакистан принимает участие во Всемирных военных играх: в летних Играх с 1995 года, в зимних Играх с 2013 года.
На летних Играх военнослужащие-спортсмены Пакистана завоевали (с учётом результатов летних Игр 2019 года) всего 2 медали, из них ни одной золотой, в медальном зачёте занимают 81-е место; на зимних Играх (с учётом результатов зимних Игр 2017 года) ни одной медали не завоевали.

## Медальный зачёт

### Медали на летних Всемирных военных играх
| Игры                | Золото         | Серебро        | Бронза         | Всего          | Место          |
| 1995 Рим            | 0              | 0              | 0              | 0              | —              |
| 1999 Загреб         | 0              | 0              | 0              | 0              | —              |
| 2003 Катания        | 0              | 0              | 0              | 0              | —              |
| 2007                | не участвовали | не участвовали | не участвовали | не участвовали | не участвовали |
| 2011 Рио-де-Жанейро | 0              | 0              | 1              | 1              | 52             |
| 2015 Мунгён         | 0              | 0              | 0              | 0              | —              |
| 2019 Ухань          | 0              | 0              | 1              | 1              | 56             |
| Всего               | 0              | 0              | 2              | 2              | 81             |